# Ophiocentrus fragilis
Ophiocentrus fragilis is een slangster uit de familie Amphiuridae.
De wetenschappelijke naam van de soort werd in 1938 gepubliceerd door Hubert Lyman Clark.